# Anni Trapp
Anni Trapp (auch: Anny Trapp, geborene Lüthje; * 21. Dezember 1901 in Kiel; † 16. März 1994 in Eutin) war eine deutsche Politikerin (SPD).

## Biografie
Trapp wuchs in Kiel im Arbeitermilieu auf. 1952 trat sie der Arbeitsgemeinschaft sozialdemokratischer Frauen bei und war bis 1968 deren Vorsitzende in Eutin. Sie war von 1955 bis 1970 Mitglied der Eutiner Stadtvertretung, ab 1959 Mitglied des Magistrats. Gleichzeitig war Trapp Abgeordnete im Kreistag des Kreises Eutin, zeitweise in der Funktion als Kreispräsidentin.
Am 24. November 1964 wurde sie als Nachrückerin für Walter Lurgenstein Abgeordnete des schleswig-holsteinischen Landtags, dem sie bis zum Ende der Legislaturperiode am 28. April 1967 angehörte.
Neben ihrer politischen Tätigkeit wirkte Trapp in Eutin auch durch ihr ehrenamtliches soziales Engagement, so beispielsweise bei der Arbeiterwohlfahrt (AWO), zeitweise auch als Kreisvorsitzende. Sie war zudem beim Deutschen Roten Kreuz aktiv.

## Ehrungen
- Ihr wurde 1971 das Bundesverdienstkreuz 1. Klasse verliehen.
- Die Marie-Juchacz-Plakette der Arbeiterwohlfahrt wurde ihr 1976 verliehen.
- Sie erhielt die Freiherr-vom-Stein-Medaille des Landes Schleswig-Holstein.
- In Eutin wurde 1991 die Kindertagesstätte der AWO nach ihr benannt.
- Ein Eutiner Verein verleiht ihr zu Ehren jährlich den Anny-Trapp-Preis an Bürger des Kreises Ostholstein, die sich durch soziales Engagement für Behinderte, Kinder und ältere Mitbürger verdient gemacht haben.